# جبر خطي عددي

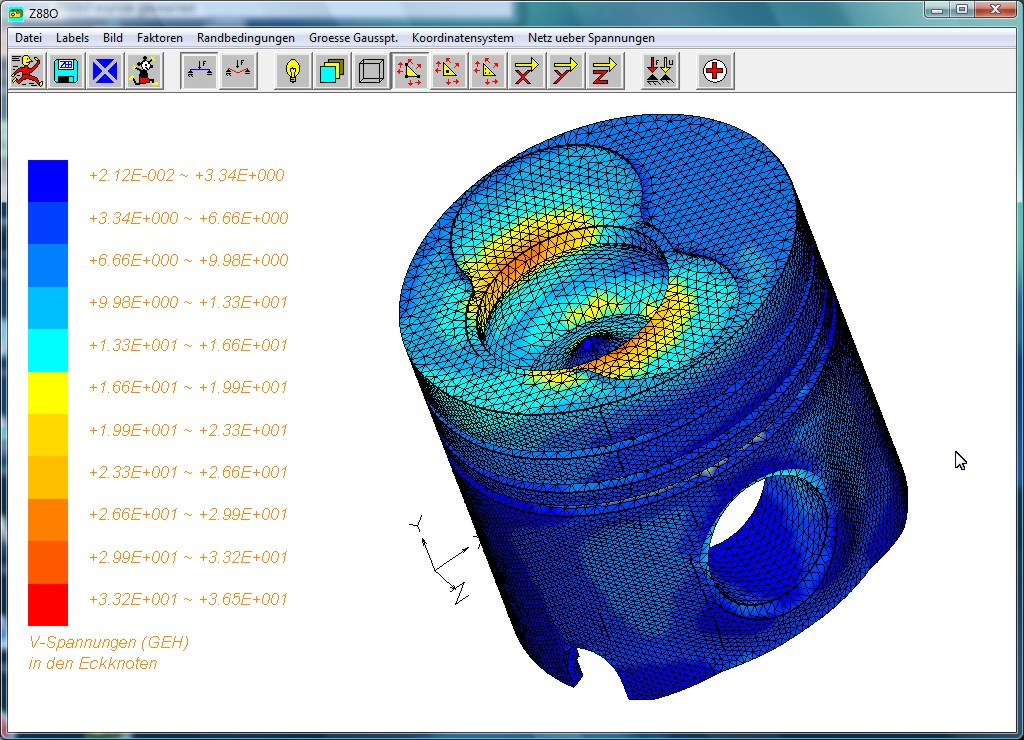

الجبر الخطي العددي هو دراسة الخوارزميات اللائي يقمن بالحسابات المتعلقة بالجبر الخطي.